# 京浜急行バス三崎営業所

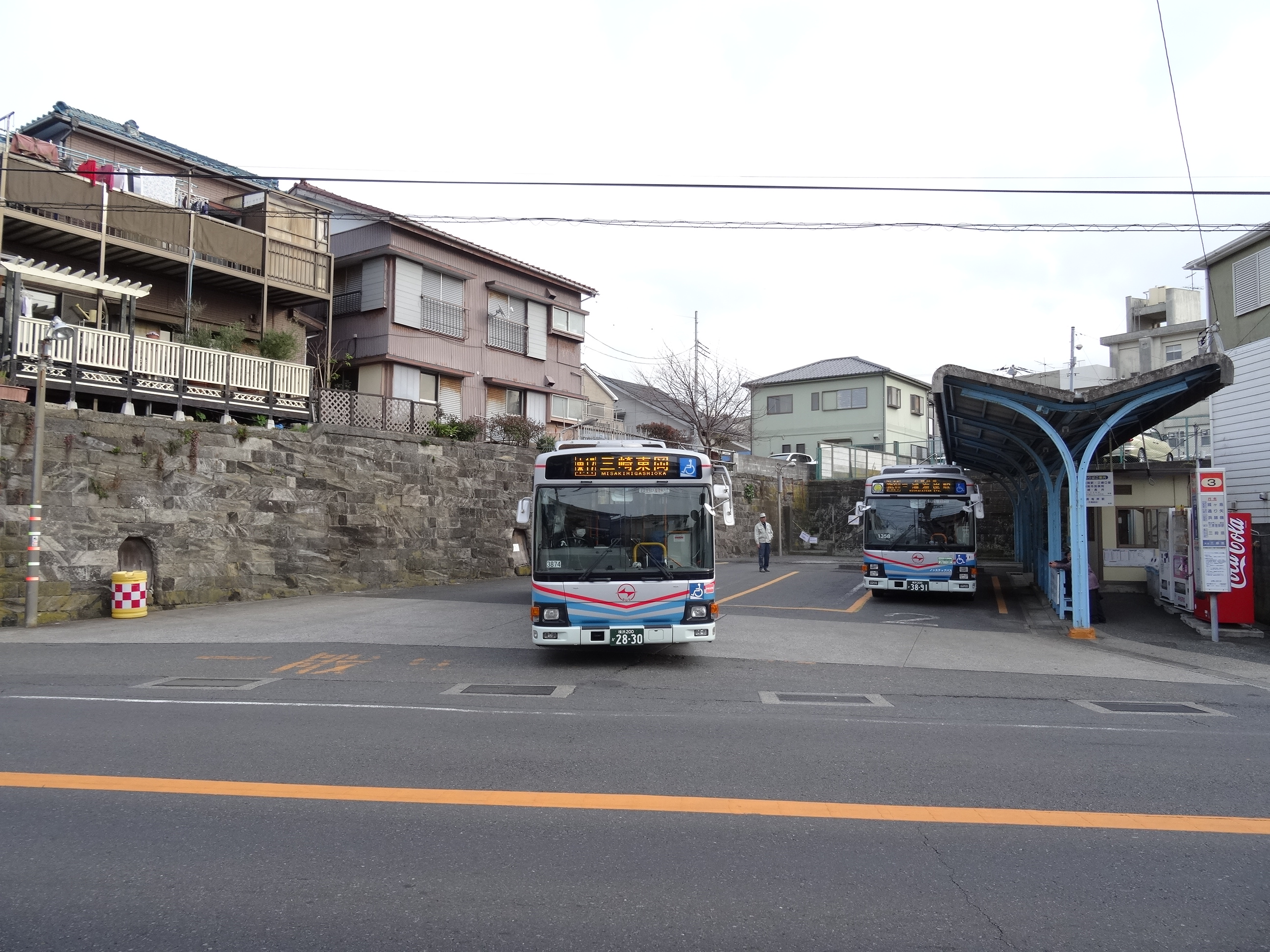
三崎東岡バス停

京浜急行バス三崎営業所（けいひんきゅうこうバスみさきえいぎょうしょ）は、神奈川県三浦市東岡町に所在する京浜急行バスの営業所。車庫は三浦市の中心部に位置する営業所最寄りの三崎東岡停留所に併設されており、同停留所には小さな操車場もある。営業所記号は「G」。
主に三崎口駅と三浦市街地を結ぶ路線をはじめ、営業所のある三崎東岡を中心に長井・横須賀・荒崎方面、三浦海岸方面、油壺・城ヶ島・通り矢・毘沙門・剱崎方面へ路線を展開している。三崎には漁港があり朝が早いため、バスも朝早くから運行されている。
2008年10月1日には、ICカードPASMOが導入された。

## 沿革

### 三崎の陸上交通黎明期
三浦半島の先端にある三崎町内（現・三浦市）と、他の場所を結ぶ交通手段は、1889年（明治22年）に横須賀駅まで開通した官鉄横須賀線への接続を前提に近代化への道を歩み始める。
乗合自動車が走り始めたのは1917年（大正6年）のことである。乗合馬車事業を経営していた平本兼太郎が、1台の幌型フォードを用いて、兼業として三崎・横須賀間で運行を開始した。馬車勘の自動車と呼ばれ、料金は3円50銭（雨天時は2割増）であった。なお、これより前の大正3年に、平本兼吉（平本兼太郎との関係は不明）を代表とした三崎自動車組合が三崎・浦賀間および三崎・林間の自動車営業を出願し許可を得ているが、何故か営業を開始しなかったので失効している。その後、大正10年に、宮川長五郎が中心となって三浦自動車株式会社を設立し、平本兼吉より三崎・横須賀間の乗合路線とその車輌を引継ぎ、三崎・浦賀間の営業も開始した。
続いて梁瀬自動車商会（のち臨海自動車に社名変更）が創立されているが、三崎町史の記述と京浜急行の社史の記述とに食い違いがあるため、詳細は不明である。前者には、1922年（大正11年）4月頃、三井物産社員（自動車輸入に携わっていた）の中原安太郎が梁瀬商会（現・ヤナセ）創業者梁瀬長太郎を代表者として臨海自動車を創立したとあり、後者には、1921年（大正10年）設立の梁瀬自動車合資会社が1925年（大正14年）3月19日に臨海自動車へと組織変更とある（ただし、『全国乗合自動車総覧』には、三崎・横須賀間が大正10年5月1日、三崎・浦賀間が同12年9月17日の開業とある）。
これとは別に、逗子の太平自動車と秋谷の新倉豊次が逗子・林間に乗合自動車を運行していたが、これに葉山の鈴木八五郎経営の三浦半島一周自動車商会が合流して、長井自動車の通称で逗子・三崎間の運行を開始した。
しばらくの間、三崎の自動車運輸はこれら3社が激しい競争を繰り広げていたが、1925年12月には営業協定を結ぶに至った。この当時の運行状況は以下の通り。

#### 大正14年当時の運行状況
| 区間         | 運賃    | 始発 | 終発  | 運行間隔 |
| 三崎・横須賀 | 1円50銭 | 6:00 | 17:00 | 15分毎   |
| 三崎・浦賀   | 1円40銭 | 8:00 | 16:00 | 1日7回   |
| 三崎・逗子   | 1円60銭 | 7:50 | 17:00 | 15分毎   |

### 京浜一元化への道
この頃には、横浜市から南下して三浦半島を一周する形で三崎までの鉄道を建設する構想が持ち上がり、湘南電気鉄道として事業免許を取得した。

湘南電鉄の親会社となった京浜電気鉄道（現・京浜急行電鉄）は、鉄道先行という意味で三浦半島南部でのバス事業に参入することを決めるとともに、乱立していた事業者を整理する方針を打ち出し、1929年（昭和4年）、まず三浦半島一周自動車を買収して半島一周自動車運輸商会と改称する。続けて臨海自動車を傘下に収め、半島一周自動車運輸商会を独立法人化した半島自動車を設立する。そして、1938年（昭和13年）、鎌倉営業所の前身となる鎌倉乗合自動車を含めた3社で合併、湘南半島自動車にまとめられた。臨海自動車と半島自動車の拠点を合併してできた三崎町の新しい拠点が、現在の三崎営業所の直接の前身ということになる。

一方で、1927年（昭和2年）、堀内営業所や衣笠営業所の系譜につながる横須賀自動車が横須賀駅から浦賀、久里浜を経て上宮田（現在の南下浦町）まで行く乗合自動車の運行を開始する。この路線は湘南電鉄開業後の1932年（昭和7年）、三崎まで延びて臨海自動車、三浦自動車の路線と競合することになる。
1933年（昭和8年）、京浜電鉄社長望月軍四郎が横須賀自動車を買収し、1936年（昭和11年）、湘南電鉄に売却。翌1937年（昭和12年）、横須賀自動車は湘南電鉄に合併される。三浦自動車は最後まで独立運営を維持しようとしたが、1939年（昭和14年）に湘南電鉄傘下に入り、1940年（昭和15年）、湘南半島自動車に合併された。

この頃、神奈川中央交通の前身の一つである東海道乗合自動車が、湘南半島自動車に統合を持ち掛けていて、もし実現していれば三崎営業所は戦後、京急ではなく小田急グループに行く可能性もあった。この話は京浜電鉄が猛反対し破談となる。そして、1941年（昭和16年）、湘南電鉄と湘南半島自動車は京浜電鉄に吸収合併。三浦半島南部のバスは京浜に一元化された。

これによって、半島西回りの横須賀三崎線は区間便と位置づけられる衣笠営業所の長井線・市内線と共に、早くも現在までつながる路線の基礎が完成。東回りの三浦海岸線も、久里浜営業所の浦賀線や堀内営業所の観音崎線につながる形で基礎ができた。

### 戦後・京浜急行電鉄へ
京浜電気鉄道は1942年（昭和17年）、東京急行電鉄（大東急。現・東急株式会社）に合併され、三崎営業所も大東急（現・東急バス）の手に渡るが、直後に海軍省の要請で横須賀堀内駅から分かれて湘南久里浜までの鉄道が引かれ（現・京急久里浜線）、1944年（昭和19年）には国鉄横須賀線も久里浜駅まで延長された。これを受けて戦後、三崎へ向かうバスは東回りが久里浜駅、西回りは国鉄衣笠駅や京急横須賀中央駅での鉄道接続を大義名分として、早期に再開される。ただし、京急本線の優等列車は当時、湘南久里浜ではなく浦賀駅発着が多かったため、バスは久里浜駅を越えて浦賀駅まで行くように設定された。
1948年（昭和23年）6月1日、京浜急行電鉄が大東急から独立を果たし、三崎営業所も京急に引き渡される。しかしそれから2か月後の1948年8月、京急は三浦半島南部のバス部門を集約した三浦営業所を新設。三崎営業所は、衣笠・久里浜の両営業所と共に支所に降格した。
1949年（昭和24年）、長井線・三浦海岸線が再開するが長井線は衣笠支所、三浦海岸線は久里浜支所がそれぞれ担当することになった。さらに1951年（昭和26年）に再開された逗子 - 三崎線は逗子営業所との共管となった。このため三崎支所は担当路線が限られ、横須賀三崎線の基礎となる横浜 - 三崎急行線と、現在の三崎口線にあたる旧三崎町・初声村内のローカル線を軸に再起を目指すことになった。
1954年（昭和29年）、三浦営業所は解体され衣笠営業所と共に戦前同様の組織が再興された。しかし、久里浜支所は引き続き支所のままとされ、三崎営業所が上位の組織として統括した。久里浜営業所が独立の営業所になるのは、さらに10年弱下った1963年（昭和38年）のことである。

1970年（昭和45年）、横浜三崎急行線が横須賀駅までの運行に短縮され、現在の横須賀三崎線となる。さらに1974年（昭和49年）、翌年の三崎口駅開業を控えて長井線の逗子駅直通系統が廃止された。

### 三崎口駅開業後
1975年（昭和50年）、京急久里浜線は三崎口までの全線開通を果たした。三崎方面へのアクセスは三崎口駅からのバス乗り換えが主流となり、三浦市内のバス需要は増加することになる。しかし、この時代は長井線が全便衣笠担当だったため、衣笠十字路から三崎口までの長距離回送が必要になるなど年々、運用の非効率性が増していった。加えて翌年、横須賀市民病院が開院。三浦市内からの通院需要が伸び、乗り換えなしに結ぶバス路線を求める声が高まっていった。
1986年（昭和61年）、横須賀三崎線が全便一般化される。続けて1987年（昭和62年）、横須賀市民病院線が開通。長井線逗子系統の廃止以来、12年ぶりに僅かな区間ではあるものの長井での乗り換えが解消された。同時に、長井線の三崎口駅を発着するローカル系統が衣笠営業所から移管されてきた。さらに1989年（平成元年）、剣崎線が久里浜営業所から移管されるが、同時に三浦海岸駅以北の鉄道と並行していた区間が廃止となった。

## 現行路線

### 横須賀 - 三崎線
- 須6： 横須賀駅 - 横須賀中央駅 - 衣笠十字路 - 武山 - 長井 - 三崎口駅 - 三崎東岡
- 須7： 横須賀駅 - 横須賀中央駅 - 衣笠十字路 - 武山 - 長井 - 三崎口駅 - 三崎東岡 - 三崎港
- 須8： 横須賀駅 - 横須賀中央駅 - 衣笠十字路 - 武山 - 長井 - 三崎口駅（衣笠営業所との共管路線）
  - 1970年（昭和46年）12月1日： 横浜駅 - 三崎間の急行バス（1949年2月1日開通）を横須賀駅 - 三崎に短縮して運行を開始。
（当時横須賀駅、大滝町、横須賀中央、税務署前、衣笠十字路、衣笠城址、一騎塚、林、長井、宮田、三崎口駅、引橋、油壺入口 - 三崎公園（現三崎港）まで各停留所と椿の御所 - 城ヶ島間の各停留所に停車していた。）
  - 1986年（昭和62年）4月5日： 横須賀駅 - 城ヶ島間急行バス廃止。
  - 2022年（令和4年）10月1日 : 土休日の運行を廃止[2]。

横須賀市中心部から三浦市中心部を結ぶ路線群である。京急バス屈指の長距離路線で、衣笠営業所の市内線・長井線の補完、横須賀市小矢部・武山・衣笠の地域輸送、神奈川歯科大学、県立横須賀高校、海洋科学高校（旧三崎水産高校）、三浦初声高校（旧三浦臨海高校、平塚農業高校初声分校）への通学輸送、陸上自衛隊武山駐屯地への通勤輸送、陸上自衛隊高等工科学校生徒の休日の外出、横須賀市営公園墓地への墓参客輸送など多彩な役割を担っている。横須賀駅・横須賀中央駅・衣笠十字路からの利用が多い。休日や観光シーズンともなると三崎口駅からの利用も多くなる。三崎口駅発着便は衣笠営業所との共管になっている。

### 三崎口線
- 三4： 三崎口駅 - 引橋 - 油壺
- 三5： 三崎口駅 - 引橋 - 三崎東岡
- 三7： 三崎口駅 - 引橋 - 三浦市立病院
- 三8： 三崎口駅 - 引橋 - 三崎東岡 - 三崎港 - 通り矢
- 三9： 三崎口駅 - 引橋 - 三崎東岡 - 三崎港 - 城ヶ島
- 三26： 三崎口駅 - 引橋 - 三崎東岡 - 三崎港
- 三41：三崎口駅 - 引橋 - 小網代 - 屋志倉
- 東18： 三崎東岡 - 三崎港 - 通り矢
- 東19： 三崎東岡 - 日ノ出 - 城ヶ島

沿革
- 1949年（昭和24年）6月24日： 三崎 - 油壺間の運行を再開。
- 1978年（昭和53年）2月1日： 三崎口駅バスターミナル完成により、長井 - 油壺・長井 - 城ヶ島を三崎口駅 - 油壺・城ヶ島に変更短縮。
- 1987年（昭和62年）4月6日： 三崎口駅 - 通り矢の運行を開始。
- 2015年（平成27年）9月19日： 東14、東15系統を新設。
- 2017年（平成29年）5月27日： 三4、東14、東15、東16、東17系統を、京急油壺マリンパークまで延伸[3][4]。
- 2021年（令和2年）10月1日：京急油壺マリンパークの閉園に伴い、京急油壺マリンパークバス停を廃止[5]。全便が油壺止となる。
- 2022年（令和3年）1月24日 : 「油壺」停留所を「油壺温泉」に名称変更する[6]。
- 2024年（令和6年）10月1日：「油壺温泉」停留所を「油壺」に名称変更する。[7]同時に三41系統が新設される。[8]

先述した横須賀 - 三崎線とともに、三崎口駅から三崎港方面への鉄道連絡輸送を最大の目的とするほか、三浦市中心部の地域輸送も担うことから三浦市民の重要な足となっている。三9系統については、1月1日に限り、初日の出参りの利便を図るため、始発の繰り上げを行う。
2017年（平成29年）5月27日、京急油壺マリンパーク正門前にバス停が新設され、三4・東14・東15・東16・東17系統が油壺 - 京急油壺マリンパークの1区間延伸された。（朝・夕方・特定日は、一つ手前の油壺バス停折り返し）。しかしマリンパークが2021年（令和3年）9月30日限りで閉園したため、翌10月1日から全便が油壺発着に戻された。
2020年4月1日、経路上にある城ヶ島大橋の渡橋料無料化により、城ヶ島発着路線の運賃が改定された。
2024年10月1日、三41系統が新設され、同時にシーボニア入口停留所 - 屋志倉停留所間に油壺京急マリーナ停留所が設置される。同系統は、三崎口駅停留所 - シーボニア入口停留所間で従来の三4系統（三崎口駅 - 油壺）と経路が重複するため、三4系統は平日5.5往復、土休日4.5往復を残す形で減便された。

### 浜諸磯線
- 三61： 三崎口駅 - 引橋 - 三崎東岡 - 三崎港 - 海外 - 浜諸磯
- 三62： 浜諸磯→白須→引橋→三崎口駅
- 東62： 三浦市立病院 - 三崎東岡 - 三崎港 - 海外 - 浜諸磯
- 東63： 三崎東岡 - 三崎港 - 海外 - 浜諸磯

沿革
- 1953年（昭和28年）7月21日： 三崎 - 国民健康保険組合病院（現・三浦市立病院）間の運行を開始。
- 1959年（昭和34年）8月4日： 三崎公園 - 海外 - 浜諸磯間の運行を開始。
- 1961年（昭和36年）9月1日： 三崎 - 国保病院を海外まで延長。
- 1963年（昭和38年）： 海外 - 市内循環線の運行を開始。
- 1974年（昭和49年）3月1日： 三崎公園-浜諸磯を三崎東岡-市役所前-三崎公園-海外-浜諸磯-三崎東岡の循環線に変更。
- 2006年（平成18年）5月10日： 市内循環線を廃止し、浜諸磯線を新設。白須、海外入口停留所を廃止し、同区間に学1系統スクールバスを運行。
- 2018年（平成30年）
  - 3月31日：学1系統スクールバスを廃止。
  - 4月1日： 学1系統スクールバスを三62系統（平日朝1本のみ、休校時運休）に転換し、白須と海外入口停留所が復活[13]。

### 長井線・荒崎線
- 三12： 三崎東岡 - 三崎口駅 - 長井 - 荒崎
- 三13： 三崎東岡 - 三崎口駅 - 長井
- 三21： 三崎口駅 - 長井
- 三22： 三崎口駅 - 長井 - 荒崎
- 三53： 三崎東岡 - 三崎口駅 - 長井 - ソレイユの丘（三崎口駅 - ソレイユの丘間は、長井のみ停車の急行運転）
- 三54： 三崎口駅 - 長井 - ソレイユの丘（長井のみ停車の急行運転）
- 三55： 三崎東岡 - 三崎口駅 -（直行） - ソレイユの丘
- 三56： 三崎口駅 -（直行） - ソレイユの丘

沿革
- 1949年（昭和24年）12月25日： 長井 - 漆山間の運行を再開。
- 1957年（昭和32年）7月1日： 長井 - 漆山を荒崎まで延長。
- 1984年（昭和59年）4月2日： 三崎口駅 - 長井の運行を開始。
- 1987年（昭和62年）4月6日： 三崎東岡・三崎口駅 - 荒崎を運行開始、長井 - 荒崎線を衣笠営業所より移管。
- 2005年（平成17年）4月29日： 長井海の手公園 ソレイユの丘が開園し、同園への路線が開業。
- 2008年（平成20年）3月15日： ソレイユの丘へ新道を経由する直行バス三55・三56の運行を開始。
- 時期不明　三51、52系統廃止

開設当時は衣笠営業所の所管だったが、利便性向上の為1987年より三崎営業所所管となった。衣笠営業所で運行していた時代は朝方に衣笠十字路 - 長井 - 荒崎行があり、乗客を乗せたまま長井操車場内でバックし荒崎に向かっていた。

### 横須賀市民病院線
- 三10： 三崎港 - 三崎東岡 - 三崎口駅 - 長井 - 横須賀市民病院
- 三11： 三崎東岡 - 三崎口駅 - 長井 - 横須賀市民病院
- 三24： 三崎口駅 - 長井 - 横須賀市民病院
- 海3： 三浦海岸駅 - 高円坊 - 武山住宅 - 林 - 横須賀市民病院

三浦初声地区から横須賀市立市民病院の利便を図るため、1987年4月6日に新設された路線。三崎地区から県立大楠高校・海洋科学高校への通学輸送、電力中央研究所への通勤輸送も担う。逗子 - 三崎間での運行との記述があるが、当時は荻野停留所と呼ばれた。横須賀市民病院が1976年に開設時に「市民病院前」に改称した経緯を持つ。三崎港 - 横須賀市民病院間は、事実上復活となった。
海3系統は2005年2月16日付で運行を開始し、当時は衣笠営業所の三浦海岸線に組み込まれていたが、2020年10月1日から当営業所の担当となった。

### 三戸海岸線
- 三14： 長井 → 三崎口駅 → 三戸海岸
- 三15： 引橋 → 三戸海岸 → 三崎口駅 → 宮田
  - 1962年（昭和37年）4月16日： 三崎公園 - 三戸海岸間の運行を再開する。
  - 1986年（昭和61年）6月9日： 三崎港 - 三戸海岸線・三崎東岡 - 三戸海岸線を三崎口駅経由に変更する。
  - 2002年（平成14年）2月1日： 三崎東岡 - 三戸海岸・長井 - 三戸海岸を廃止、三崎港 - 三戸海岸を三崎口駅 - 三戸海岸に短縮。
  - 2018年（平成30年）
    - 3月31日：三戸海岸発三崎口駅方面行きのスクールバスを廃止。
    - 4月1日:  スクールバスを三15系統（平日朝1本、休校時運休）に転換[13]。

  - 時期不明　三14系統長井延伸

長井から相模湾岸の三戸海岸を結ぶ路線である。終点の三戸海岸停留所は周りを畑に囲まれた高台に存在し、海岸までは徒歩で10分ほどである。過去には三崎港、東岡など三浦市の中心部からも路線が設定されていたものの、今は、引橋から宮田行きの１本になってしまった。

### 三浦海岸線
- 海30： 三浦海岸駅 - 引橋 - 三崎東岡
- 海31： 三浦海岸駅 - 引橋 - 三崎東岡 - 三崎港
- 衣2： 衣笠十字路 - 武山 - 一騎塚 - 高円坊 - 三浦海岸駅
- 海3： 横須賀市民病院 - 林 - 高円坊 - 三浦海岸駅

沿革
- 1960年（昭和35年）11月1日： 横須賀駅・衣笠十字路 - 高円坊間の運行を開始
- 1965年（昭和40年）12月16日： 高円坊 - 上宮田を延長
- 1966年（昭和41年）7月8日： 三浦海岸駅発着に変更
- 時期不明： 衣笠十字路折返し便を衣笠駅まで延長
- 時期不明： 衣笠十字路 - 衣笠駅を短縮
- 2003年（平成15年）4月16日： 横須賀駅発着便を廃止、衣笠十字路 - 三浦海岸駅に短縮
- 時期不明　海３系統新設
- 2020年（令和2年）10月1日：衣2、海3系統が衣笠営業所から三崎営業所へ移管[15]。

京急久里浜線三浦海岸駅を発着する4つの系統を総称して、三浦海岸線としている。
海30・31系統は、大正時代に開設された浦賀 - 三崎線の流れを汲むもの。京急久里浜線が三浦海岸駅まで延伸された当時は三浦市の中心市街と京急線を結ぶ鉄道連絡路線として活況を呈した。三崎口駅の開業後はその役目を三崎口線に譲り、現在は三浦海岸駅周辺地区と三浦市中心部を結ぶ路線として地域輸送に徹している。
衣2系統は、横須賀市の衣笠十字路から県道26号線を一騎塚まで南下し、そこから須軽谷・高円坊といった集落を経由して三浦海岸駅へと至る路線である。
路線の開業は1960年（昭和35年）11月1日で、横須賀駅 - 高円坊が運行を開始した。1965年（昭和40年）12月16日には上宮田まで延長されて、ほぼ現在の姿となる。翌1966年（昭和41年）7月7日には三浦海岸駅が開業し、翌日8日に三崎方面への路線が開通していることから、この日に三浦海岸駅発着に変更となったものと思われる。衣笠十字路発着便は一時期JR横須賀線衣笠駅まで乗り入れたが、いつしか元の十字路発着に戻されている。一方の横須賀駅発着便（須2）は道路混雑で定時運行が難しいことから、2003年（平成15年）4月16日の改編で廃止された。残った衣笠十字路発着便（衣2）も、2005年（平成17年）2月16日付で先述した海3系統が開設されたため昼間時の運行が殆ど無くなり、日中は2 - 3時間に1本と実質出入庫路線と化している。
海3系統は、横須賀市の横須賀市民病院から林まで行きそこから県道26号線を一騎塚まで北上し、そこから須軽谷・高円坊といった集落を経由して三浦海岸駅へと至る路線である。

### 剱崎線
- 海34： 三浦海岸駅 - 高抜 - 剱崎
- 海35： 三浦海岸駅 - 高抜 - 剱崎 - 毘沙門 - 三崎港 - 三崎東岡

沿革
- 1950年（昭和25年）10月1日： 上宮田 - 松輪間の運行を開始。
- 1953年（昭和28年）7月27日： 上宮田 - 松輪を剱埼灯台まで延長。
- 1956年（昭和31年）
  - 2月10日： 三崎 - 毘沙門 - 松輪（観音塚）間の運行を開始。
  - 7月： 浦賀駅 - 上宮田 - 剱崎を三崎まで延長。
- 1966年（昭和41年）7月： 三浦海岸駅の開業に伴い同駅に乗り入れ、浦賀・久里浜方面への直通を廃止。
- 1972年（昭和47年）4月1日： 剱崎 - 燈台間の運行を廃止。
- 2018年（平成30年）
  - 3月31日： 宮川町発高抜行きのスクールバスを廃止
  - 4月1日： スクールバスを海36系統（平日朝1本のみ、休校日運休）に転換[13]。
- 時期不明　海36系統廃止

三浦海岸駅から三浦市東部の沿岸部、剱崎周辺を経由して三崎へと到る。起終点付近を除き、沿線では唯一の公共交通機関である。 

### 割引切符の通用範囲
京浜急行電鉄発行の割引乗車券のうち、みさきまぐろきっぷは三崎口線・三浦海岸線・剱崎線・浜諸磯線・長井線・荒崎線の全線、横須賀三崎線と横須賀市民病院線は長井バス停以南の区間で乗車が認められる。三浦半島1DAY・2DAYきっぷは、三戸海岸線を除いた全所管路線で利用できる。

## 廃止路線
いずれも停留所名は廃止時の物である。
- 長浜1： 三崎口駅 - 和田 - 長浜海岸
昭和50年代から平成初期にかけて夏期のみ運転。和田 - 長浜海岸に和田城址という停留所もあった。
- 大浦1： 三浦海岸駅 - 大浦海岸（直行）
昭和後期から平成初期にかけて夏期のみ運転。
- 三4 : 三崎口駅 - 引橋 - 油壺 - 京急油壺マリンパーク
- 三14（初代） : 京急油壺マリンパーク - 油壷 - （直行） - 三崎港 - 城ヶ島
- 東16 : 京急油壺マリンパーク - 油壷入口 - 三崎港 - 城ヶ島
- 東17 : 京急油壺マリンパーク - 油壷入口 - 三崎東岡
2021年10月の油壷マリンパーク営業終了に伴い、三4・東17は油壷発着[18]に短縮、三14・東16は廃止された[19]。
- 三14（2代）: 油壷温泉 - （直行） - 三崎港 - 城ヶ島
2022年10月1日に復活をしたものの[2]、2024年3月16日のダイヤ改正によって廃止された[20]。

## 車両

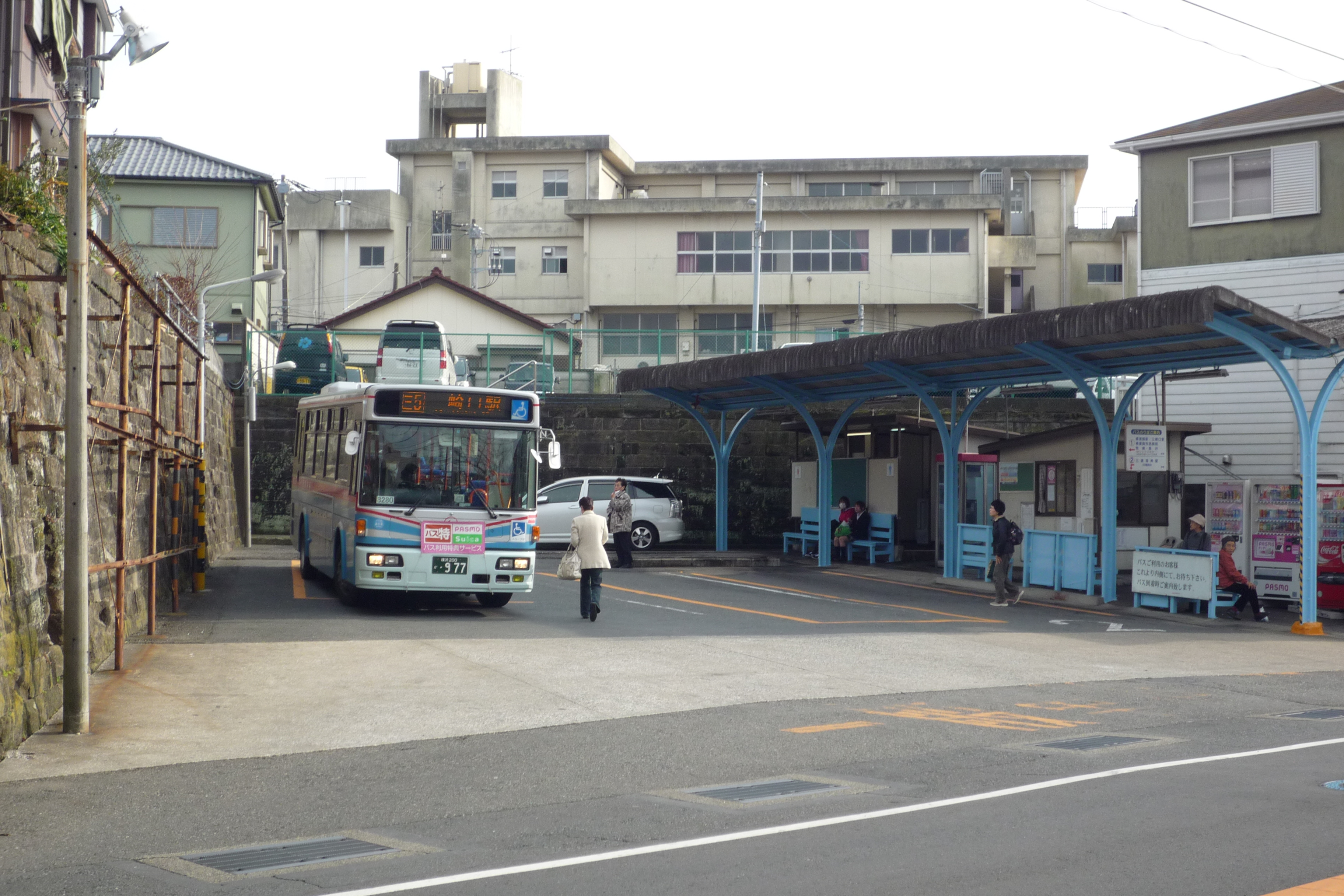
西日本車体工業/日産ディーゼル製スペースランナーJP。現存しない。

かつてはブルーリボンのような、日野自動車製の大型路線バスが継続して納入された。その後は、京浜急行バスの方針転換により投入車種は大きく変更される。手始めに、サイズダウン化が進んだため中型車の日野・レインボーや小型車の日野・リエッセが投入される。レインボーは全車ワンステップだったが全車廃車となり、リエッセも1台だけの所属であったが、後に逗子営業所へと転出した。さらに社全体としてのメーカー選択も改められ、中型系ロングサイズのワンステップバスはUDトラックス（旧:日産ディーゼル）から中型ロング車のスペースランナーJP集中投入となった時期があったが、経年除籍が相次いだ。そして現在は再び大型車の投入が続けられているが、京浜急行バスは大型路線バスにはいすゞ自動車製を集中的に投入しており、同車の比率が高まっている。一方で、日野自動車製の車両は現在でも投入されているが、いすゞ自動車製の車両との統合車種となったため、外観での区別は難しくなった。かつては久里浜営業所から転属した日野・ブルーリボンシティ長尺ワンステップ車（中扉は4枚折戸）も配置されていたが、これも廃車となった。現在はジェイ・バス製の車両がメインで、大型車はいすゞ・エルガと日野・ブルーリボンIIまたは日野・新型ブルーリボン、中型車はいすゞ・エルガミオと日野・レインボーIIが在籍している。
車両はワンステップバスまたはノンステップバスが在籍する。三浦市では2013年度にノンステップバスの助成金制度が確立された。
貸切車は久里浜営業所から転属してきた三菱ふそう・エアロバスの他、三浦海岸駅発着の観光周遊バス「KEIKYU OPEN TOP BUS MIURA」用車両として、イギリスのBamford Bus Company（ライトバス）製エクリプス ジェミニ3が在籍する。